# Adorazione
Per adorazione si intende solitamente, in ambito religioso, l'atto di pregare, magnificare, lodare, omaggiare, esprimere devozione nei confronti di un'entità soprannaturale e trascendente, solitamente una divinità. Rappresenta il "cuore" di qualsiasi culto, trattandosi di un elemento fondamentale comune a tutte le religioni del mondo.
L'adorazione religiosa può essere eseguita individualmente, oppure in gruppi informali, oppure all'interno di strutture organizzate aventi un preciso luogo di adorazione (ad es. una chiesa, sinagoga, un tempio, una moschea).

## Nella Roma antica

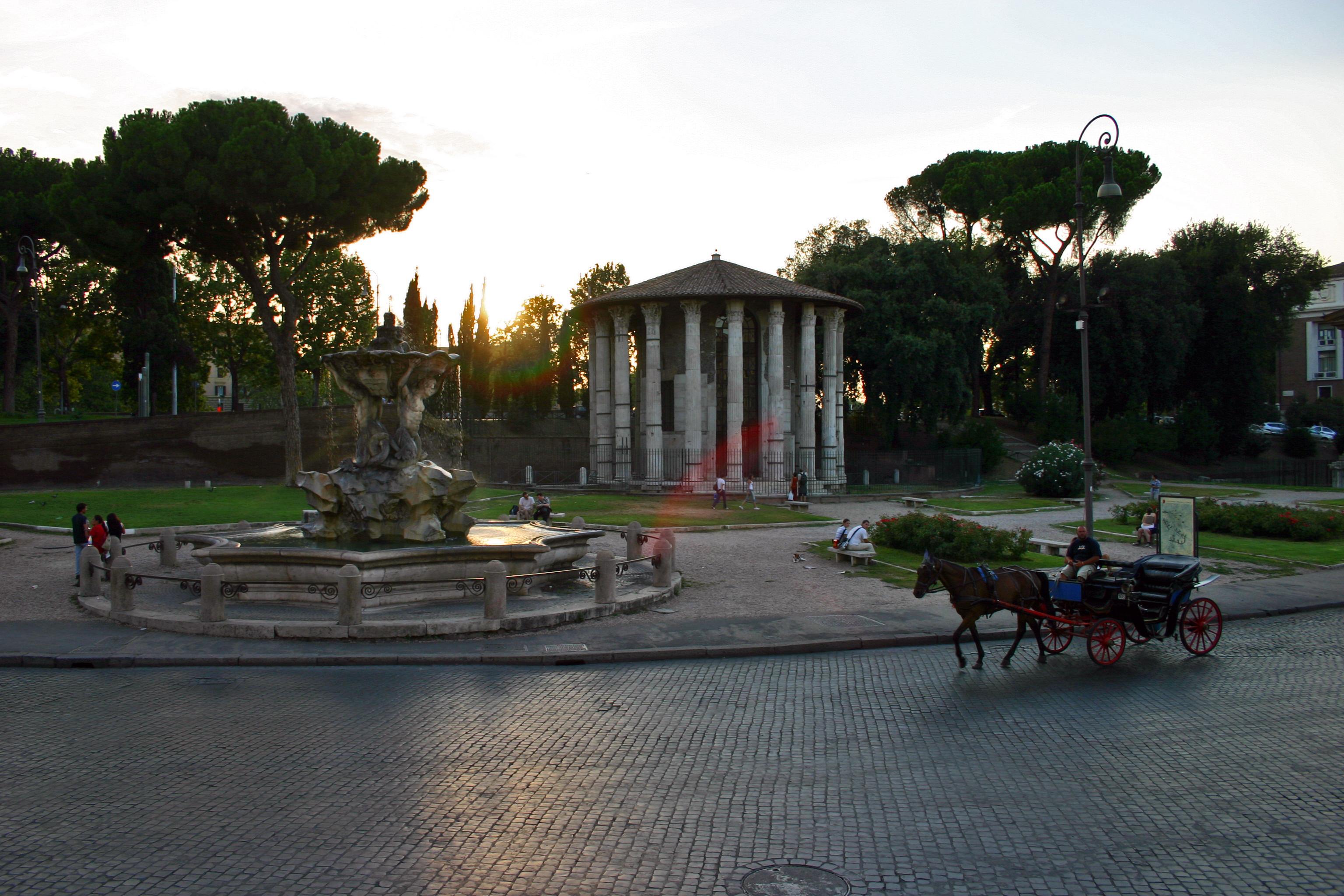
Tempio di Ercole, Roma.

Nella Roma classica, l'adorazione era soprattutto un atto di omaggio o di culto, che, tra i Romani, veniva eseguito alzando la mano alla bocca, baciando e poi agitando in direzione dell'oggetto adorato. 
Il devoto aveva il capo coperto, e dopo l'atto di adorazione girava il suo corpo da sinistra a destra. A volte baciava i piedi o le ginocchia delle immagini degli dèi stessi: Saturno e Ercole erano adorati senza dover coprire il volto. 
Con una transizione naturale, questo tipo di omaggio, inizialmente tributato ai soli dei, iniziò ad essere rivolto anche ai monarchi. Così gli imperatori greci e romani erano adorati mediante un inchino o inginocchiandosi, nello stesso tempo portando alla bocca e baciando la mano oppure la veste imperiale.

## Laiche e civili

### Medio Oriente antico
Nei paesi dell'est, l'atto di adorazione era eseguito in un modo ancora più umile e profondo. Ciro il Grande introdusse alla corte persiana l'uso di baciare il ginocchio e poggiare il viso ai piedi del Principe, per finire toccando terra con la fronte e baciare il terreno. Questo uso di toccare terra con la fronte per un certo numero di volte era una forma di adorazione non nuova nei confronti degli uomini di potere orientali.
Gli ebrei avevano l'uso di baciarsi sulle guance in segno di omaggio, come fecero altri gruppi menzionati nell'Antico Testamento. Così in 1 Re 19:18, Dio è fatto per dire: "Ma io lascerò in Israele un residuo di settemila uomini, tutti quelli il cui ginocchio non s'è piegato davanti a Baal, e la cui bocca non l'ha baciato." E in Salmi 2:12, "Rendete omaggio al figlio,/ affinché il SIGNORE non si adiri/ e voi non periate nella vostra via,/ perché improvvisa l'ira sua potrebbe divampare./"Beati tutti quelli che confidano in lui!." (Vedi anche Osea 13:2).

### In Europa
Nel Regno Unito e in altre monarchie costituzionali, la legge nazionale obbliga ad atti di riverenza nei confronti dei sovrani, quali l'inchino e il baciamano, sia all'interno delle sedi reali che in contesti informali fuori dalla vita del palazzo. Simili regole sono un uso non scritto dello stile diplomatico, e valgono anche all'estero fra capi di stato dello stesso livello (due monarchi, oppure un monarca e un Presidente della Repubblica).

## Religiose

### Nella Chiesa cattolica
Nella liturgia cattolica, la parola "adorazione" è riservata esclusivamente al Dio uno e trino, ad ognuna delle tre divine Persone della Trinità. Per i santi angeli o per le anime sante si parla invece di "venerazione", appunto per tenere nettamente distinti i due tipi di culto: Dio si adora, i santi si venerano.
Secondo il Catechismo della Chiesa cattolica, l'adorazione è "la prosternazione dello spirito davanti al «re della gloria» 107 e il silenzio rispettoso al cospetto del Dio, "sempre più grande di noi" (CCC, § 2628).
L'adorazione è un gesto offerto a Dio, e a Lui solamente riservato (primo dei Dieci comandamenti e Lc 4:7-8), nel quale il fedele riconosce che Dio, e Dio soltanto, è il sommo grado di perfezione in ogni qualità, e che ogni creatura ha bisogno di Lui per avere la vita eterna, mentre da sola nulla può di veramente importante, nella propria vita e in quella del prossimo. L'adorazione è riferita e conseguente non solo all'assenza del peccato (perfetta virtù), all'onnipotenza e alla onniscienza di Dio (forza e sapienza di Re e Giudice supremo), ma anche alla Sua somma perfezione nelle varie manifestazioni dell'amore di un Padre nei confronti dei Suoi figli: carità, perdono, misericordia, Compassione.
"La creatura razionale, volgendo lo sguardo a Dio, non è capace di mantenere in verità e giustizia un atteggiamento di indifferenza, poiché la ragione e la rivelazione ci mostrano che Dio è infinitamente perfetto.

Questa perfezione, che è infinita in sé stessa, ed è nello stesso tempo sia la sorgente che il compimento ultimo di qualsiasi qualità conforme al Bene che noi possediamo attualmente, o della quale possiamo entrare in possesso, non possiamo fare altro che adorarla, prendendo consapevolezza della Sua immensità, e sottometterci alla sua supremazia.

La obbedienza e conformità del singolo alla perfezione divina, coincidono con la felicità terrena e ultraterrena dell'uomo (legge morale naturale).
La parola mediante la quale Dio viene pregato, e utilizzata soltanto per riferirsi a Lui, deriva dal greco latreia, latinizzato in dulia, generalmente tradotti nelle lingue moderne con la parola "adorazione". Pur con una gestualità simile (genuflessione), l'adorazione differisce da altri momenti del culto, come la supplica o la confessione dei peccati, perché,, prima di ogni particolare richiesta di richiesta, essa consiste principalmente nel porsi davanti all'Infinito, e nel devoto riconoscimento della Sua somma perfezione di natura totalmente trascendente. Pertanto, l'atto primario che fa scaturire l'adorazione verso Dio, è un duplice atto, della mente e della volontà: 
- della mente che percepisce il fatto che la perfezione di Dio è infinita,
- e della volontà, che porta la persona ad adorare e a glorificare questa perfezione unica[2].

L'adorazione è quindi una sottomissione della propria volontà a Dio, sia interiormente, sia esteriormente manifestata mediante atti e gesti coerenti. La consapevolezza del diritto di Dio in quanto Sommo Bene ad essere il Signore della vita di ognuno e di dirigere il proprio vivere, induce in ognuno una sottomissione e conformazione spontanea della volontà personale a quella divina, che pure non nega il libero arbitrio dell'uomo. San Tommaso d'Aquino, Dottore della Chiesa, afferma: "l'adorazione è in primo luogo una forma interiore di riverenza verso Dio, che solamente in conseguenza di questo poi si esprime in gesti esteriori di umiltà: flettere il ginocchio in segno della nostra debolezza e imperfezione rispetto a Dio, fino a prostrare noi stessi completamente a terra, al fine di mostrare che da soli, senza Lui, noi siamo nulla".. 
La genuflessione è quindi un atto che manifesta esternamente agli altri un sentire interiore, così come insegna la preghiera del Padre Nostro: la prima frase del Padre Nostro [sia santificato il tuo nome] rappresenta nello stesso tempo una benedizione ed un'adorazione, che precede la parte più propriamente di supplica. La glorificazione resa a Dio è il fatto che siamo invitati a riconoscere Lui come il Padre, e il vero Dio.
L'adorazione consiste in un riconoscimento di ciò che Dio è in Sé stesso, primaché in una preghiera di ringraziamento per ciò che ha fatto per l'intero genere umano e per ciò sta compiendo specificamente per noi.
L'adorazione eucaristica è una forma di adorazione verso Dio, fondata sulla fede cattolica nella transustanziazione eucaristica durante la Santa Messa, dopo la quale è la Divina Presenza, vivente e reale, del Corpo e del Sangue di Gesù Cristo, nelle specie del pane e del vino consacrati. 
L'ostia (in inglese Sacramental Bread, lett. pane sacramentale) è generalmente posta all'interno dell'ostensorio, e con reverenza mostrata durante il rito della Benedizione eucaristica, e poi collocata sopra un altare sacro per l'adorazione da parte dei fedeli: per questo scopo, in genere è scelto l'altare principale, nel quale è celebrata la Messa. 

Alcune chiese cattoliche rimangono aperte giorno e notte per l'adorazione perpetua, ovvero durante veglie di preghiera, ed hanno cappelle dedicate, nelle quali l'ostensorio con l'eucaristia è tenuto sopra un altare, dove rimane esposto per la preghiera da parte dei fedeli.

### Nell'Islam
La stessa parola araba islam è tradotta con "sottomissione" (ad Allah), ed è il primo dei cinque pilastri della fede musulmana, che vuole il Corano come Testo Sacro, ma riconosce la Rivelazione di Allah anche nei libri della Bibbia, accettando i dieci comandamenti e la legge mosaica.
La Ṣalāt è il gesto di adorazione e preghiera, che ogni fedele è tenuto a riservare quotidianamente ed esclusivamente ad Allah.